# Billeys ljusa sida
Billeys ljusa sida är ett CD-album utgivet 2013 med multiartisten Billey Shamrock Gleissner.
Skivan är inspelad i Soundproof studio på Ekerö och producerad av Benny Sjögren. Undantaget är låten "Ett slut" som är inspelad och producerad av Stefan Olsson i Siccantum studio i Gryttjesbo.
Skivan är utgiven på YTFrecords med fonogramnummer YTFR151.

## Låtlista
- Livets ljusa sida (Finn Kalvik/Shamrock)
- Ledsagarinna till lidelse (Bernt Staf)
- Frihetslängtan (Pyret Moberg/Shamrock)
- Västerbroängel (Ulven Nilsson/Johan Johansson (musiker)
- Retrospektiv (Shamrock)
- Jag är gumma när gumman min är gubbe (Ernst Rolf/Shamrock)
- Shuffle för Cornelis (Shamrock)
- Den vackraste lögnen (Harald Forss/Shamrock)
- Gunnar Vägman (Dan Andersson/Gunde Johansson)
- Dårar & Kärleksbarn (Shamrock)
- Rädda Solberga! (Shamrock)
- Ett slut (Shamrock)